# Schloss Lichtenegg (Epfendorf)

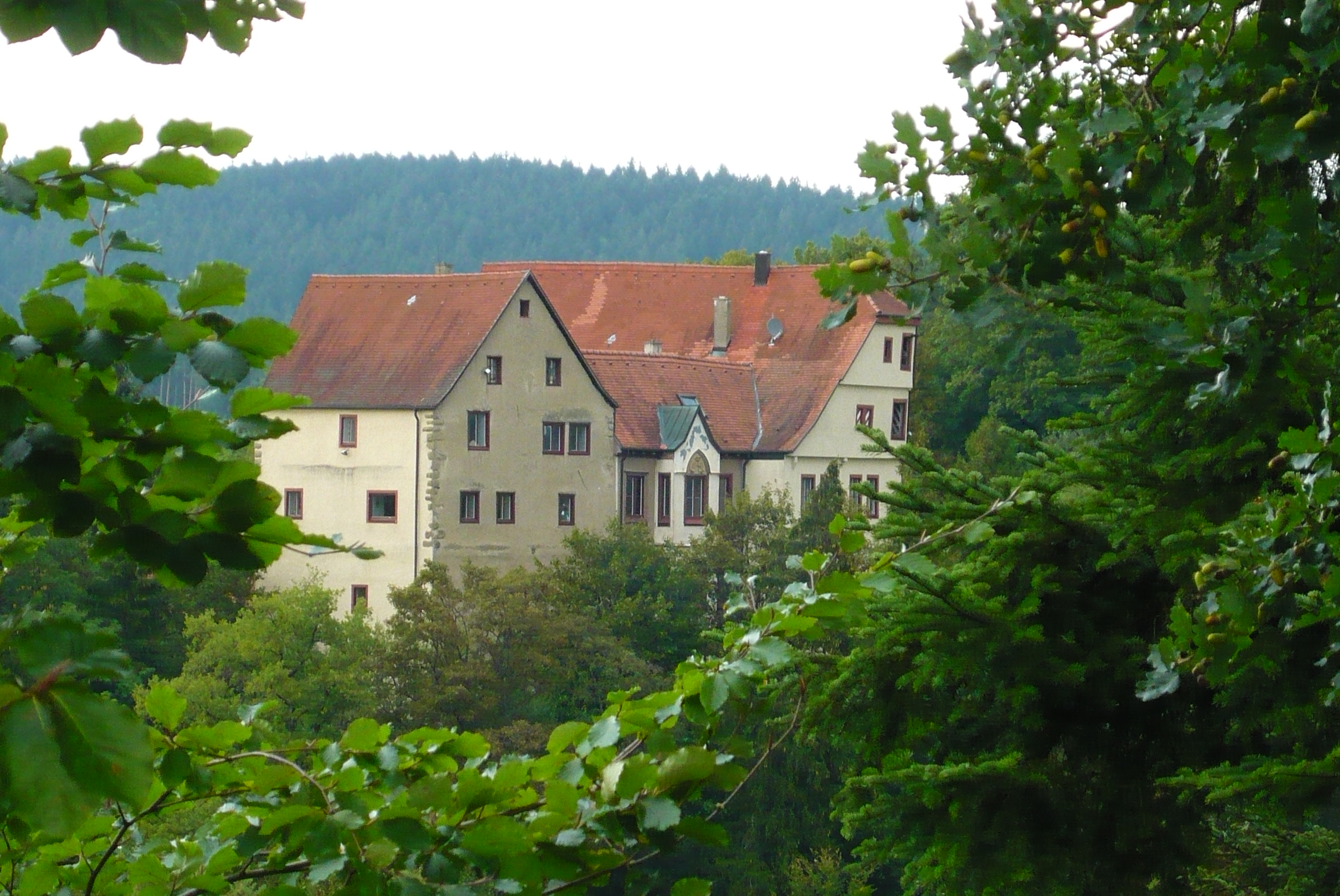
Blick aus der Nähe von Harthausen auf das Schloss Lichtenegg

Schloss Lichtenegg, früher Schloss Harthausen genannt, ist ein historistisches Schloss nordwestlich des Ortes Harthausen, einem Teilort der Gemeinde Epfendorf im Landkreis Rottweil in Baden-Württemberg.
Es steht auf einer Anhöhe über dem Schenkenbachtal inmitten einer bewaldeten Fläche und ist das einzige noch erhaltene und bewohnte Schloss im oberen Neckartal. Seine Wurzeln liegen in einer mittelalterlichen Burg aus der Mitte 12. bis Mitte des 13. Jahrhunderts, die um 1560 zur heutigen Anlage verändert wurde. Die Gebäude befinden sich in Privateigentum und können nicht besichtigt werden.
Das Schloss Lichtenegg wurde 1986 nach § 2 baden-württembergisches Denkmalschutzgesetz als Kulturdenkmal in die Denkmalliste des Landkreises Rottweil aufgenommen.

## Geschichte
Das heutige Schloss entstand um 1560 am Ort eines mittelalterlichen Vorgängerbaus, von dem noch einige romanische Teile im Untergeschoss erhalten sind.
Ab der zweiten Hälfte des 13. Jahrhunderts war die damalige Burg – ebenso wie der Ort Harthausen – ein Lehen der Herren von Geroldseck und kam von diesen 1471 mit Sulz an das Haus Württemberg. Erste urkundlich verbürgte Lehnsnehmer waren die Hacken von Harthausen, denen die Herren von Ehingen und die Herren von Rosenfeld folgten. 1549 kam die Anlage in den Besitz der Herren vom Stain, welche die Gebäude umbauen und das heutige Schloss errichten ließen. Die Familie blieb bis 1868 oder 1870 Besitzerin, ehe die Gebäude durch den Baron vom Stain in jenem Jahr an die Freiherren von Neubronner verkauft wurden. Diese ließen das Schloss im Stil des Historismus erneuern, nachdem erste Renovierungsarbeiten bereits 1834 vorgenommen worden waren.
Bis zum Jahr 1836 wurde die Anlage noch Schloss Harthausen genannt, ehe sie ihren heutigen Namen Lichtenegg erhielt.

## Baubeschreibung
Das Schloss besteht aus zwei Gebäudetrakten mit asymmetrischem Grundriss, die durch einen schmalen Verbindungsbau miteinander verbunden sind. Das Untergeschoss des Schlosses stammt noch aus dem Mittelalter, was durch das erhaltene romanische Kellergewölbe und einen Torbogen aus gleicher Zeit belegt ist. Auf der südlichen Ecke der Zwingermauer steht noch der Stumpf eines Turms.
Zur Schlossanlage gehört zudem die Schlosskapelle im Stil der Spätrenaissance. Sie wurde 1720 erbaut und ist dem heiligen Michael gewidmet. In ihrem Inneren erinnert eine Grabplatte an den einstigen Schlossherrn und Schriftsteller Karl Heinrich von Neubronner.